# Universidade Estadual do Norte Fluminense Darcy Ribeiro
A Universidade Estadual do Norte Fluminense Darcy Ribeiro (UENF) é uma universidade pública brasileira sediada em Campos dos Goytacazes, com atuação também em Macaé, ambos municípios  situados no norte do estado do Rio de Janeiro.
É a primeira universidade brasileira a possuir 100% de professores doutores. Em 2012, a UENF foi reconhecida pelo Ministério da Educação como a melhor universidade do estado do Rio de Janeiro e a 11ª no país. Foi o apresentado no Índice Geral de Cursos (IGC) de 2011, no qual são avaliadas 226 universidades.
O conjunto arquitetônico que integra o campus Leonel Brizola da Universidade Estadual do Norte Fluminense Darcy Ribeiro, incluindo o Hospital Veterinário e o Centro de Convenções, foi a marca deixada pelo arquiteto Oscar Niemeyer em Campos dos Goytacazes. O rascunho original de Niemeyer para o projeto da UENF contou com a distribuição dos prédios que, vistos do alto, formam um cocar, uma homenagem aos índios Goitacá, primeiros habitantes da região. O prédio do Centro de Convenções da UENF, com um formato de apito, que também remete à tribo, foi desenvolvido também pelo arquiteto.

## Estrutura

### Administração
Assim como ocorre em outras universidades brasileiras, o principal órgão que rege a instituição é a reitoria, tendo como figura principal o reitor. Diretamente subordinado à reitoria estão as pró-reitorias, além de outros órgãos que atuam na administração e no apoio das atividades acadêmicas:

### Pró-Reitorias
- Gabinete da Reitoria
- Pró-Reitoria de Extensão (PROEX)
- Pró-Reitoria de Assuntos Comunitários (PROAC)
- Pró-Reitoria de Graduação (PROGRAD)
- Pró-Reitoria de Pesquisa e Pós-graduação (PROPPG)

### Diretorias Executivas
- Diretoria Geral de Administração
- Agência UENF de Inovação
- Prefeitura da UENF
- Diretoria de Informação e Comunicação (DIC)

### Bibliotecas
- Casa de Cultura Villa Maria
- Biblioteca Professor Antônio Rodrigues Cordeiro (CBB)
- Biblioteca do Centro de Ciências do Homem (CCH)
- Biblioteca Professor Eugênio Lerner (CCT)
- Biblioteca Joachim Von Bülow  (CCTA)
- Biblioteca do Laboratório de Engenharia e Exploração de Petróleo (LENEP)

## Ingresso
Existem duas formas de acesso aos cursos de graduação da Universidade Estadual do Norte Fluminense Darcy Ribeiro.
A principal forma é o Exame Nacional do Ensino Médio (ENEM), através do Sistema de Seleção Unificada (SiSU), para todos os 16 cursos presenciais. Também há o  vestibular do Centro de Educação a Distância do Estado do Rio de Janeiro (Cederj) para os cursos oferecidos a distância.
A UENF também abre eventualmente editais de Reingresso, Isenção de Vestibular e Transferência Externa e Interna. As vagas são preenchidas por reingresso de ex-aluno da UENF, e por Isenção de Vestibular (Portadores de Diploma Superior) para candidatos já graduados. Também poderão ser preenchidas por mudança interna de curso na UENF e por transferência de outras instituições de Ensino Superior.

## Centros
Diferentemente da maioria das universidades brasileiras, que é subdivida em departamentos ou institutos; os centros que compõem a UENF são compostos de laboratórios temáticos e multidisciplinares.
| Centro de Ciências e Tecnologia (CCT) - Laboratório de Materiais Avançados - Laboratório de Ciências Físicas - Laboratório de Ciências Matemáticas - Laboratório de Ciências Químicas - Laboratório de Engenharia Civil - Laboratório de Engenharia e Exploração de Petróleo - Laboratório de Engenharia de Produção - Laboratório de Meteorologia | Centro de Ciências e Tecnologias Agropecuárias (CCTA) - Laboratório de Engenharia Agrícola - Laboratório de Entomologia e Fitopatologia - Laboratório de Fitotecnia - Laboratório de Melhoramento Genético Vegetal - Laboratório de Reprodução e Melhoramento Genético Animal - Laboratório de Sanidade Animal - Laboratório de Solos - Laboratório de Tecnologia de Alimentos - Laboratório de Zootecnia e Nutrição Animal | Centro de Biociências e Biotecnologia (CBB) - Laboratório de Biologia Celular e Tecidual - Laboratório de Biologia do Reconhecer - Laboratório de Biotecnologia - Laboratório de Ciências Ambientais - Laboratório de Fisiologia e Bioquímica de Micro-organismos - Laboratório de Química e Função de Proteínas e Peptídeos | Centro de Ciências do Homem (CCH) - Laboratório de Cognição e Linguagem - Laboratório de Estudos do Espaço Antrópico - Laboratório de Estudo da Educação e Linguagem - Laboratório de Estudo da Sociedade Civil e do Estado - Laboratório de Gestão e Políticas Públicas |

## Campi

### CampusLeonel Brizola
O campus Leonel Brizola sedia a UENF abrigando a reitoria e as principais unidades de ensino, sendo a prefeitura do campus a responsável pela planejamento, organização e manutenção deste. Neste campus há o Centro de Convenções da Universidade Estadual do Norte Fluminense Darcy Ribeiro, o Parque das Energias Alternativas, o Parque de Alta Tecnologia do Norte Fluminense (TECNORTE), a Fundação Estadual do Norte Fluminense (FENORTE) e a Incubadora de Empresas de Base Tecnológica de Campos (TEC CAMPOS).

### CampusMacaé
O campus Macaé sedia dois laboratórios do Centro de Ciência e Tecnologia: o LENEP - Laboratório de Engenharia e Exploração de Petróleo e o LAMET - Laboratório de Meteorologia. Em Macaé fica o ciclo profissionalizante do Curso de Graduação em Engenharia de Exploração e Produção de Petróleo e o Programa de Pós-Graduação em Engenharia de Reservatório e Exploração.

## Ensino
A UENF possui 18 cursos de graduação, tendo duas licenciaturas oferecidas a distância através do Centro de Educação a Distância do Estado do Rio de Janeiro (CEDERJ). Já na pós-graduação, oferece 13 programas, todos reconhecidos pela CAPES.

### Cursos de Graduação
| Área                           | Curso                                           | Habilitação  | Conceito CPC/MEC |
| ------------------------------ | ----------------------------------------------- | ------------ | ---------------- |
| Ciências Humanas e Sociais     | Administração Pública                           | Bacharelado  | --               |
| Ciências Agrárias              | Agronomia                                       | Bacharelado  | 4                |
| Ciências Biológicas            | Biologia                                        | Licenciatura | 4                |
| Ciências Exatas e Tecnológicas | Ciência da Computação                           | Bacharelado  | 4                |
| Ciências Biológicas            | Ciências Biológicas                             | Bacharelado  | 4                |
| Ciências Biológicas            | Ciências Biológicas à distância                 | Licenciatura | 4                |
| Ciências Humanas e Sociais     | Ciências Sociais                                | Bacharelado  | 5                |
| Ciências Exatas e Tecnológicas | Engenharia Civil                                | Bacharelado  | 4                |
| Ciências Exatas e Tecnológicas | Engenharia de Exploração e Produção de Petróleo | Bacharelado  | 5                |
| Ciências Exatas e Tecnológicas | Engenharia de Produção                          | Bacharelado  | 4                |
| Ciências Exatas e Tecnológicas | Engenharia Metalúrgica e de Materiais           | Bacharelado  | 4                |
| Ciências Exatas e Tecnológicas | Engenharia Meteorológica                        | Bacharelado  |                  |
| Ciências Exatas e Tecnológicas | Física                                          | Licenciatura | 4                |
| Ciências Exatas e Tecnológicas | Matemática                                      | Licenciatura | 4                |
| Ciências Agrárias              | Medicina Veterinária                            | Bacharelado  | 4                |
| Ciências Humanas e Sociais     | Pedagogia                                       | Licenciatura | 4                |
| Ciências Exatas e Tecnológicas | Química                                         | Licenciatura | 4                |
| Ciências Exatas e Tecnológicas | Química à distância                             | Licenciatura | --               |
| Ciências Agrárias              | Zootecnia                                       | Bacharelado  | 4                |

### Programas de Pós-Graduação
| Ciências Biológicas e Agrárias - Biociências e Biotecnologia - Ciência Animal - Ciências Naturais - Ecologia e Recursos Naturais - Produção Vegetal - Genética e Melhoramento de Plantas | Ciências Exatas e Aplicadas - Engenharia Civil - Engenharia de Produção - Engenharia de Reservatório e de Exploração - Engenharia e Ciência dos Materiais | Humanidades - Cognição e Linguagem - Políticas Sociais - Sociologia Política |